# Zoroaster angulatus
Zoroaster angulatus är en sjöstjärneart som beskrevs av Alcock 1893. Zoroaster angulatus ingår i släktet Zoroaster och familjen Zoroasteridae. Inga underarter finns listade i Catalogue of Life.